# Alsterweiler-Kapelle
Die Alsterweiler-Kapelle, auch Mariä-Schmerzen-Kapelle oder Sieben-Schmerzen-Kapelle genannt, befindet sich in Alsterweiler, einem Ortsteil von Maikammer im Landkreis Südliche Weinstraße in Rheinland-Pfalz. Sie steht unter Denkmalschutz.

## Lage
Die Kapelle befindet sich in der örtlichen Alsterweiler Hauptstraße 5. Sie ist der Ausgangspunkt des Weinlehrpfad Maikammer.

## Geschichte
Die Kapelle wurde 1845 mit einem klassizistischen Saalbau errichtet. Die Initiative ging dabei von Bürgern vor Ort aus; entsprechend mussten Bau und Inneneinrichtung durch Spenden und Stiftungen finanziert werden. 1968 wurde das Bauwerk außerdem renoviert. Da das Altarbild 1980 restauriert wurde, fand in diesem Zusammenhang eine erneute Renovierung des gesamten Bauwerks statt.

## Anlage
Die Kapelle enthält gotische Tafelmalereien sowie den spätgotischen Maikammerer Altar, der um 1445 vollendet wurde. Ebenfalls Teil der denkmalgeschützten Anlage ist ein benachbartes Missionskreuz aus Sandstein, das laut seiner Inschrift aus dem Jahr 1852 stammt.